# Leucovis lepta
Leucovis lepta là một loài bướm đêm trong họ Noctuidae.